# Marianne Sägebrecht
Marianne Sägebrecht (Starnberg, 27 d'agost de 1945) és una actriu alemanya coneguda pels seus papers de les pel·lícules Zuckerbaby, Bagdad Café o The War of the Roses.
Va començar a actuar en teatres alternatius alemanys després d'haver treballat com a assistent de laboratori i ajudant periodística.

## Filmografia
- Großglocknerliebe (2003) - Anneliese
- Astérix y Obélix contra César (1999) - Bonnemine (Gutemine)
- Spanish Fly (1998) - Rosa
- Left Luggage (1998) - mare de Chaya
- Soleil (1997) - Tata Jeannette
- Lorenz im Land der Lügner (1997) - Tia Martha
- Johnny (1997)
- Der Unhold (1996) - Mrs. Netta
- All Men are Mortal (1995) - Annie
- Beauville (1995)
- Erotique (1994) - Hilde (segment "Taboo Parlor")
- Mona Must Die (1994) - Mona von Snead
- Mr. Bluesman (1993) - Emma
- Dust Devil (1992) - Dr. Leidzinger
- La Vida láctea (1992) - Aloha
- Martha et moi (1991) - Martha
- La guerra dels Rose (The War of the Roses) (1989) - Susan
- Rosalie Goes Shopping (1989) - Rosalie Greenspace
- Moon Over Parador (1988) - Magda
- Bagdad Café ("Out of Rosenheim") (1987) - Jasmin
- Crazy Boys (1987) - Frl. Hermann
- Zuckerbaby (1985) - Marianne
- Ein irres Feeling (1984) - mare d'Alfa
- Im Himmel ist die Hölle los (1984) - Periodista
- Die Schaukel (1983) - Tandlerin